# 吉岡知哉
吉岡 知哉（よしおか ともや、1953年2月22日 - ）は、日本の政治学者。立教大学名誉教授、第19代・20代立教大学総長、元立教大学法学部教授。専門は、欧州政治思想史（ヨーロッパ近代、主に18世紀フランスの政治思想）。学位は、法学博士（東京大学）。

## 経歴
- 1971年 - 東京教育大学附属駒場高等学校卒業
- 1976年 - 東京大学法学部第三類（政治コース）卒業[2]
- 1976年4月 - 1979年9月　東京大学法学部助手[2]
- 1980年4月 - 1981年3月　立教大学法学部助手[2]
- 1981年4月 - 1983年3月　立教大学法学部法学科専任講師[2]
- 1983年4月 - 1990年3月　立教大学法学部法学科助教授[2]
- 1989年1月　『ジャン=ジャック・ルソー論』で第6回渋沢・クローデル賞受賞[3]
- 1990年11月　「ジャン=ジャック・ルソー論」で博士(法学)(東京大学)[1]
- 1990年4月 - 1996年3月　立教大学法学部法学科教授[2]
- 1991年4月 - 1992年3月  東京都立大学 (1949-2011)法学部非常勤講師[2]
- 1996年4月 - 2018年3月　立教大学法学部政治学科教授[2]
- 2000年4月 - 2001年3月  お茶の水女子大学大学院人間文化創成科学研究科・生活科学部非常勤講師[2]
- 2010年4月 - 2018年3月  立教大学総長
- 2016年6月 - 2018年3月  日本私立大学連盟副会長
- 2019年2月 - 文部科学省中央教育審議会委員
- 2019年4月 - 日本学生支援機構理事長

## 著書

### 単著
- 『ジャン＝ジャック・ルソー論』（東京大学出版会、1988年[2]）

### 共著
- 『フランス文学』（放送大学教育振興会、2003年[2]）

### 共編著
- （市川慎一）『ジャン・ジャック・ルソー-政治思想と文学』（早稲田大学出版部、1993年[2]））